# Biernów
Biernów [ˈbjɛrnuf] (tiếng Đức: Quisbernow)  là một ngôi làng thuộc khu hành chính của Gmina Rąbino, thuộc quận Świdwin, West Pomeranian Voivodeship, ở phía tây bắc Ba Lan. Nó nằm khoảng 8 kilômét (5 mi) phía đông Rąbino, 20 km (12 mi) về phía đông của Świdwin và 108 km (67 mi) về phía đông bắc của thủ đô khu vực Szczecin.